# Marsdenia guaranitica
Marsdenia guaranitica är en oleanderväxtart som beskrevs av Gustaf Oskar Andersson Malme. Marsdenia guaranitica ingår i släktet Marsdenia och familjen oleanderväxter. Inga underarter finns listade i Catalogue of Life.